# Robert Redman
Roberto José Redman Orozco (Caracas, 12 de noviembre de 1982–Chacao, 12 de febrero de 2014) fue el segundo joven asesinado en el marco de las protestas en Venezuela de 2014 en contra del gobierno de Nicolás Maduro.

## Muerte
Redman, que participó en las protestas convocadas por el día de la juventud en Venezuela, en horas de la tarde del día 12 de febrero ayudó a cargar el cuerpo de Bassil Da Costa, primer fallecido por las protestas de ese año. Horas más tarde, durante disturbios nocturnos en el municipio Chacao de Caracas, muere tras ser abatido por desconocidos en una motocicleta. Tras dos meses del asesinato, vecinos del municipio Chacao realizaron un homenaje en su memoria y descubrieron una placa en su honor en el lugar donde cayó asesinado.